# Ben Keith
Bennett Keith Schaeufele (Fort Riley, 6 marzo 1937 – La Honda, 26 luglio 2010) è stato un musicista e produttore discografico statunitense.

## Biografia
Conosciuto principalmente come suonatore della pedal steel guitar, ha collaborato a lungo con Neil Young. Nel corso della sua carriera, tra gli anni '50 e '60, ha lavorato a Nashville con numerosi artisti della comunità country, prima di dedicarsi anche al rock e al pop.
È stato un versatile polistrumentista e produttore.
Nato in Kansas, è cresciuto in Kentucky, prima di trasferirsi a Nashville per lavorare nei primi anni '60. Il suo primo lavoro con Neil Young risale al 1971 (coproduttore dell'album Harvest). Da allora ha intrapreso con Young una collaborazione lunga circa 40 anni.
Ha collaborato anche con Terry Reid, Todd Rundgren, J. J. Cale, Linda Ronstadt, Warren Zevon, Emmylou Harris, Willie Nelson, Waylon Jennings, David Crosby, Anne Murray, Ringo Starr e altri artisti.
È morto nel 2010 in California.